# Halina Balon
Halina Balon, po mężu Łagutko (ur. 18 kwietnia 1948 w Katowicach) – artysta plastyk, florecista, olimpijka i brązowa medalistka mistrzostw świata. 
Jako zawodniczka przez większość kariery reprezentowała GKS Katowice, w latach 1969–1971 startowała w barwach Krakowskiego Klubu Szermierzy, a 1973–1980 (z przerwą w 1976, kiedy ponownie była zawodniczką GKS) – AZS-AWF Warszawa.
Studiowała na Akademii Sztuk Pięknych w Krakowie (1967–1970) i ASP w Warszawie (1970–1973). Z dyplomem ASP pracowała jako grafik, współpracując m.in. z czasopismami sportowymi ("Sportowiec", "Auto Moto", "Magazyn Olimpijski"). Prowadziła też własną firmę (Pracownia Plastyczna Łagutko Halina), zajmującą się projektowaniem i wykonywaniem biżuterii.
Podczas mistrzostw świata w Wiedniu w 1971 roku wspólnie z Krystyną Machnicką-Urbańską, Barbarą Wysoczańską, Elżbietą Franke i Jolantą Bebel-Rzymowską zajęła trzecie miejsce w turnieju drużynowym.
Na igrzyskach olimpijskich w Meksyku w 1968 roku indywidualnie odpadła w pierwszej rundzie, a w zawodach drużynowych zajęła siódme miejsce. Na rozgrywanych cztery lata później igrzyskach olimpijskich w Monachium indywidualnie dotarła do ćwierćfinałów, a drużynowo ponownie była siódma.
Wyszła za mąż za kierowcę rajdowego Zbigniewa Łagutkę, z którym ma syna Krzysztofa.

## Osiągnięcia
- 1966 - 2. miejsce w mistrzostwach świata juniorów we florecie indywidualnie
- 1971 - 3. miejsce w mistrzostwach świata seniorów we florecie w drużynie
- 1971 - 1. miejsce w mistrzostwach Polski we florecie indywidualnie